# 斯坦利·巴克斯特
斯坦利·巴克斯特（英語：Stanley Baxter，1926年5月24日—）是一位苏格兰广播、舞台、电视、电影演员，知名于表演的喜剧节目。
巴克斯特在格拉斯哥被带大，在三层楼房的顶层长大。他从5岁到26岁住在哪里。斯坦利·巴克斯特结婚了46年，他的妻子Moira死于1997年。